# Aleksiana
Aleksiana (лат.) — род ископаемых комаров из семейства болотницы (Limoniidae, Diptera). 2 вида. Меловой период (бирманский янтарь, Мьянма). Назван в честь профессора Александра Павловича Расницына.

## Описание
Мелкие комары, длина тела около 3 мм. Крыловая d-ячейка замкнутая; поперечная жилка m-cu лежит далеко до раздвоения Mb на M1+2 и M3+4; гонококситы с одиночным длинным отростком в апикальной части; парамеры очень длинные, достигающие длины гонококсита или больше; наружный и внутренний гоностиль в базальной части частично слиты.

## Классификация и этимология
Род †Aleksiana был впервые выделен в 2021 году польскими энтомологами по типовому виду †Aleksiana rasnitsyni, найденному в бирманском янтаре. Также в состав рода был включён ещё один «бирманский» вид, ранее описанный под названием †Antocha lapra. Родовое (Aleksiana) и видовое название (A. rasnitsyni) дано в честь палеоэнтомолога Александра Павловича Расницына (Палеонтологический институт РАН, Москва), за его крупный вклад в изучение перепончатокрылых насекомых и по случаю его 85-летия.
- †Aleksiana lapra (Podenas & Poinar, 2009)
  - = Antocha lapra
- †Aleksiana rasnitsyni Krzemiński et al., 2021